# 马寒冰
马寒冰（1916年—1957年），原名马国良，男，回族，祖籍福建海澄（一作广东澄海），生于缅甸勃生，中国诗人，曾任中国人民解放军总政治部文化部文艺处第三处长兼编审出版社社长。